# Alrosa

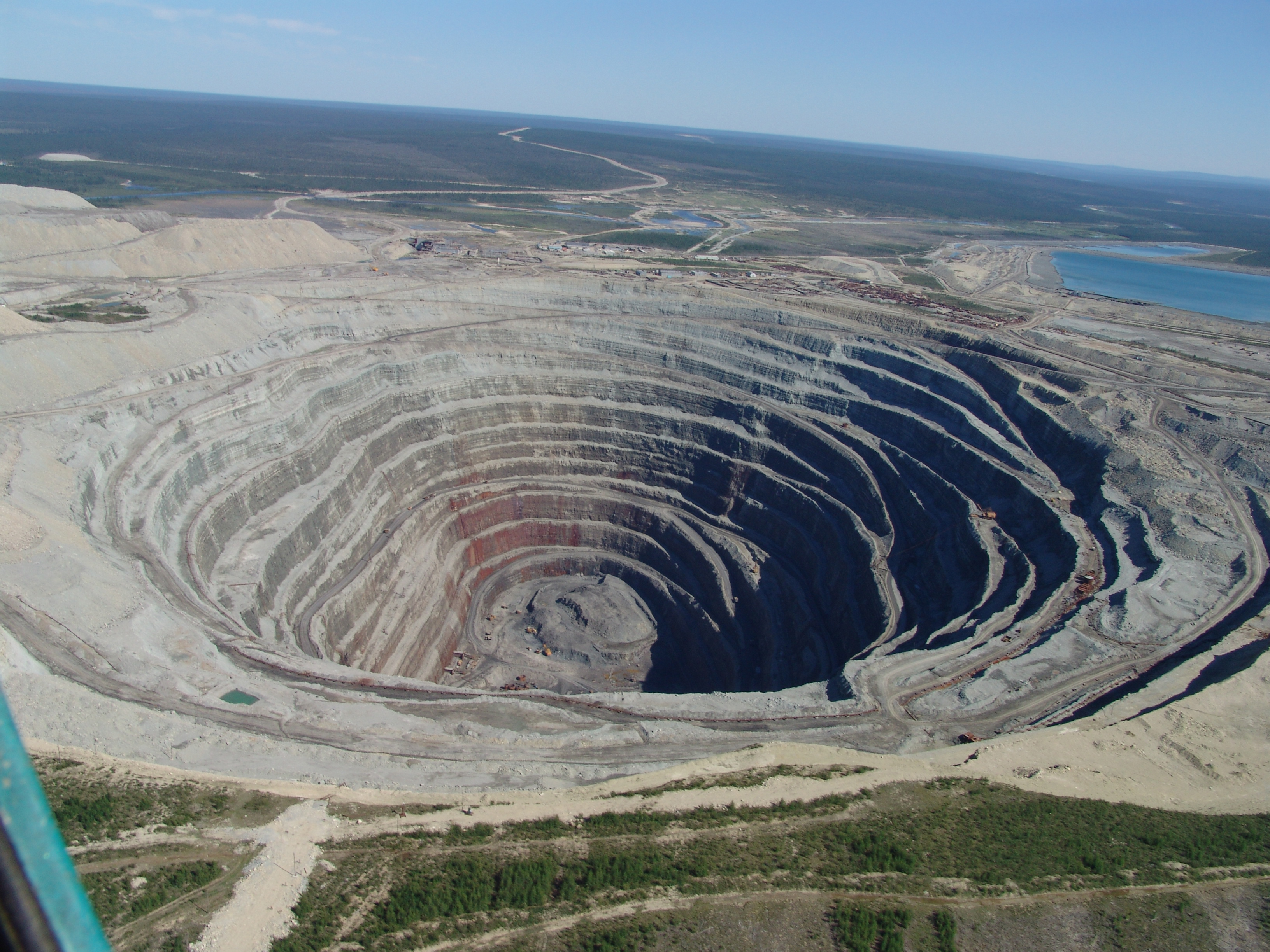
Mina a de diamantes de Udáchnaya (Yakutia), una de las mayores minas a cielo abierto del mundo.

ALROSA (del ruso: Открытое акционерное общество АЛРОСА) es un grupo ruso de empresas extractoras de diamantes, que ocupa una posición líder a nivel mundial en el volumen de la producción de diamantes. La Corporación se dedica a la exploración, extracción, procesamiento y ventas de diamantes en bruto. La principal actividad se concentra en Yakutia (República de Sajá), así como en la provincia de Arcángel y África.
ALROSA produce el 97% de todos los diamantes en Rusia, la participación de la compañía en la producción mundial de diamantes es del 27%. La compañía cuenta con reservas probadas suficientes para mantener los niveles actuales de producción durante un período no menor de 18 a 20 años. Las reservas pronóstico de ALROSA son alrededor de un tercio de las reservas mundiales de diamantes.

## Historia
La compañía fue constituida de acuerdo al Decreto Presidencial n.º 158C del Presidente de Rusia "'Sobre la fundación de la Sociedad Anónima Almazy Rossii-Sakha" firmado el 19 de febrero de 1992, como el sucesor legal de las siguientes entidades:
- NPO Yakutalmaz, una empresa de diamantes soviética anterior de control estatal;
- Las divisiones de clasificación y comercialización del Comité Estatal de Metales y Piedras Preciosos del Ministerio de Finanzas de la Federación Rusa;
- Varias divisiones de la Asociación de Comercio Extranjero Almazjuvelirexport.

El 28 de marzo de 1998 el presidente ruso Boris Yeltsin firmó la Ley de Metales y Piedras Preciosas - un documento de vital importantica para Alrosa, se acuerdo con el sitio web de la compañía.
En julio de 2007 fue descubierto el campo de diamantes de Verkhne-Munskoye Yakutia con un valor estimado de en torno a $3.500 millones.
En agosto de 2009 durante la reciente crisis financiera, el primer ministro ruso Vladímir Putin anunció que el gobierno ruso, vía Gokhran, compraría $1000 millones en diamantes sin tallar de Alrosa. Esto fue para apoyar la industria minera rusa de diamantes y evitar la saturación del mercado global de diamantes y así la grave caída de los precios del diamante. La industria de extracción de diamantes es crítica para la economía de Yakutia.

## Operaciones
De conformidad con el estado del mes de junio del año 2013 las reservas y recursos de ALROSA de acuerdo con el código de JORC (Código del Comité Conjunto de Australasia para las Reservas de Minerales) eran de 971,7 millones de quilates (de ellas probadas — 664,8 millones de quilates, y probables — 308,2 millones de quilates), lo que representa el 97 % de las reservas totales rusas de esta materia prima.
Las principales instalaciones de producción de ALROSA se concentran en la actualidad principalmente en Yakutia occidental y en la región de Arcángel. En total el grupo ALROSA desarrolla 22 yacimientos. La base de producción está compuesta por 9 yacimientos primarios y 13 yacimientos de aluvión. Los yacimientos primarios se procesan ya sea de manera abierta (a cielo abierto) como por el método de la explotación subterránea. En el territorio de la República de Sajá (en Yakutia) funcionan cuatro complejos mineros  — Mirninskiy, Aijalskiy, Udachniskiy y Niurbinskiy.
Además, ALROSA posee una participación del 32,8% en la sociedad minera "Catoca" - el mayor productor de diamantes del África Central, encargada de la extracción de diamantes en Аngola.
"Alrosa... ha permanecido opuesta a los intentos de controlar los conflictos de diamantes y es sospechosa de violar los términos del Proceso Kimberly".

## IPO
El 28 de octubre de 2013 la compañía realizó una OPV, (Oferta Pública de Venta) durante la cual fueron vendidas el 16 % de las acciones de la compañía (el gobierno de la Federación de Rusia y por el gobierno de Yakutia concedieron un 7% de las acciones cada uno, otro 2% - en títulos de acciones de autocartera). Más del 60% del volumen total colocado fue comprado por inversionistas procedentes de los EE. UU., el 24% - de Europa (el 20% del Reino Unido de Gran Bretaña), el 14% lo recibieron inversionistas de Rusia. Los fondos inversionistas de Oppenheimer Funds y Lazard adquirieron un 2% cada uno. Durante la oferta pública de venta, el grupo ALROSA atrajo 41,3 millones mil rublos (alrededor de 1,3 mil millones de dólares estadounidenses).

## Comercialización
Las organizaciones de ventas de la compañía ALROSA tienen oficinas representantes en los principales centros mundiales para la comercialización de diamantes - Estados Unidos, Bélgica, Emiratos Árabes Unidos, China, Reino Unido de la Gran Bretaña e Israel.
En el año 2012 la compañía ALROSA firmó un contrato a largo plazo con la empresa belga Laurelton Diamonds Inc., que compra brillantes para la compañía estadounidense de joyería Tiffany & Co. Según los términos del acuerdo de intercambio comercial rubricado para tres años, en la primera etapa Tiffany & Co. podrá comprar anualmente diamantes en bruto por un valor de alrededor de los 60 millones de dólares estadounidenses.
En mayo del año 2013, el grupo ALROSA y la casa de subastas Sotheby’s firmaron un memorando de cooperación. Según sus términos, ALROSA podrá realizar la venta en las subastas de Sotheby’s de brillantes grandes de la clase-premium, producidos por la filial de "Brillantes «ALROSA»”, así como las obras de joyería ejecutadas con estos diamantes. Las piedras presentadas para la venta serán certificadas por el Instituto Gemológico Estadounidense (GIA).
El grupo ALROSA promueve activamente la asistencia cooperada con las autoridades rusas en la ejecución e implementación de los objetivos y el cumplimiento de los requisitos del Proceso de Kimberley.

## Indicadores de la actividad
En el año 2012 las empresas del grupo ALROSA extrajeron 34,4 millones de quilates de diamantes. En el año 2012 la extracción de diamantes del grupo ALROSA en términos de valor fue de 4 610,7 millones de dólares estadounidenses. De conformidad con los resultados de finales de año, las ventas de las producciones de diamantes ejecutadas por el grupo ALROSA fueron de 4 450,1 millones de dólares estadounidenses, de brillantes — de 160,6 millones de dólares estadounidenses. El volumen anual por concepto de ventas de la producción principal del grupo ALROSA es superior a los 4,0 mil millones de dólares estadounidenses.

### Consejo de Supervisión
El Consejo de Supervisión de Alrosa lleva a cabo la dirección general de la compañía y consiste en 15 miembro, incluidos siete representantes de las autoridades gubernamentales de la Federación rusa, cinco representantes de la República de Sakha (Yakutia), dos representantes de los empleados de la compañía, y un representante de los distritos locales (uluses) – cofundadores de la compañía.

## Lazos con la crisis financiera islandesa
Rastros de documentos muestran que la filial registrada en Luxemburgo de la compañía, Alrosa Finance, era parcialmente propiedad de Shapburg Limited y Quenon Investments Limited. Ambas compañías están relacionadas con compañías islandesas. Este hallazgo fue reportado en 2005 en Dinamarca.